# Vallière
Pour les articles homonymes, voir Vallière (homonymie).
Vallière est une commune française située dans le département de la Creuse, en région Nouvelle-Aquitaine.
Jusqu'en 1996, son nom était orthographié Vallières.

## Géographie

### Généralités

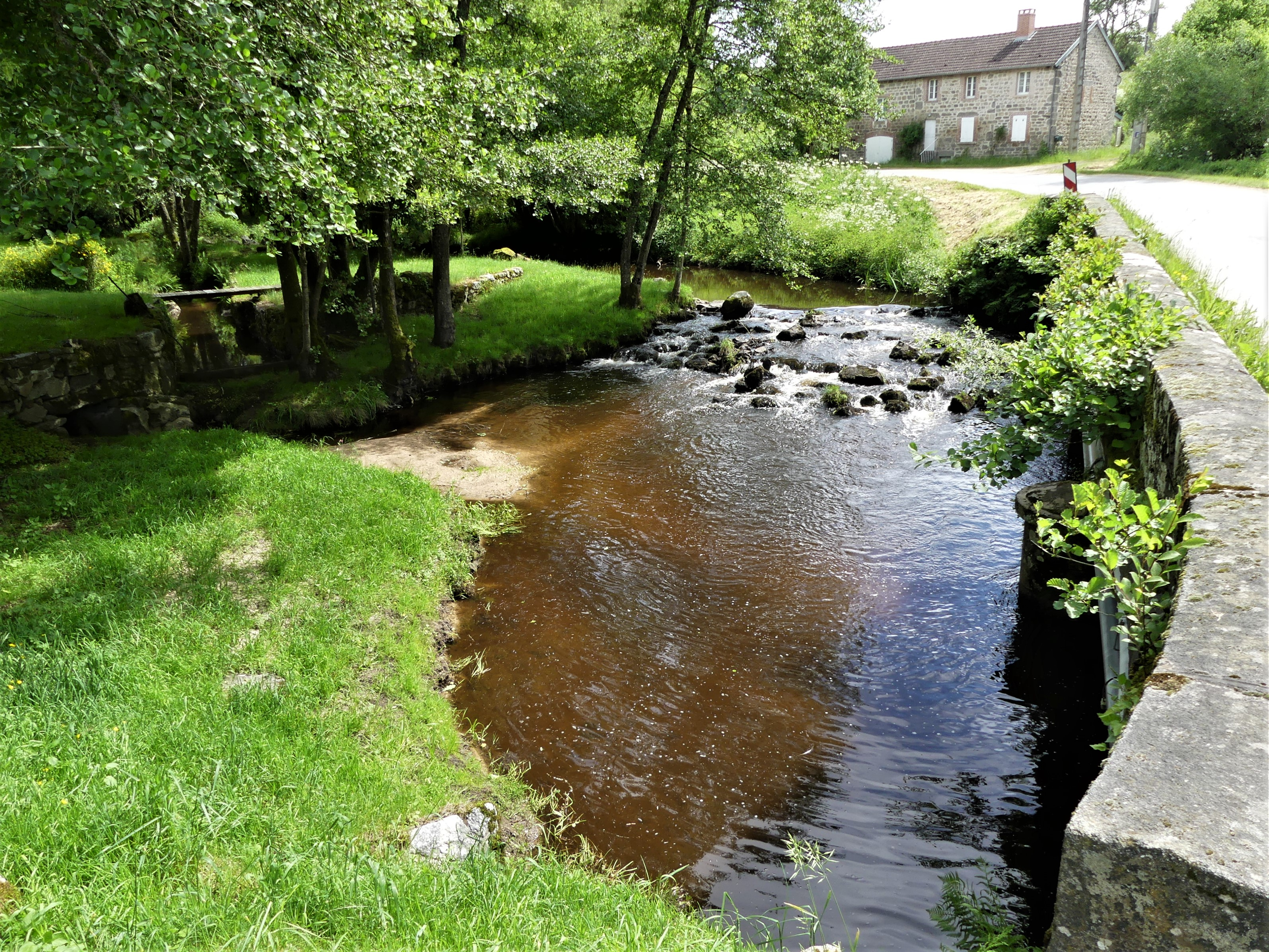
La Banize au pont de la RD 16.

Dans la moitié sud du département de la Creuse, dans le parc naturel régional de Millevaches en Limousin, la commune de Vallière s'étend sur 48,42 km2. Elle est arrosée par la Beauze et par le Taurion et son affluent la Banize.
L'altitude minimale 488 mètres se trouve dans l'ouest, au sud-ouest du lieu-dit Confolent, là où le Taurion quitte la commune et entre dans celle de Banize. L'altitude maximale avec 708 mètres est située dans le sud-est, au lieu-dit la Rode.
À l'intersection des routes départementales (RD) 7, 10, 16 et 36, le bourg de Vallière est situé, en distances orthodromiques, à onze kilomètres à l'ouest-sud-ouest d'Aubusson.
Le territoire communal est également desservi par les RD 37 et 59.
Le GR 46 traverse le territoire communal dans l'ouest sur environ quatre kilomètres, passant au lieu-dit Lavaud Hugier.

### Communes limitrophes
| - OpenStreetMap Limite communale |

Vallière est limitrophe de sept autres communes.
Vers l'ouest, son territoire est distant d'une cinquantaine de mètres de celui de Chavanat et vers le nord-est, de moins de 500 mètres de celui de Blessac.
| Banize                | Saint-Michel-de-Veisse   |                                        |
| Le Monteil-au-Vicomte | Vallière                 | Saint-Marc-à-Frongier                  |
|                       | Saint-Yrieix-la-Montagne | Saint-Quentin-la-Chabanne, La Nouaille |

### Climat
Pour des articles plus généraux, voir Climat de la Nouvelle-Aquitaine et Climat de la Creuse.
Historiquement, la commune est exposée à un climat montagnard.  
En 2020, Météo-France publie une typologie des climats de la France métropolitaine dans laquelle la commune est exposée à un climat de montagne et est dans la région climatique  Ouest et nord-ouest du Massif Central, caractérisée par une pluviométrie annuelle de 900 à 1 500 mm, maximale en automne et en hiver.
Pour la période 1971-2000, la température annuelle moyenne est de 9,7 °C, avec  une amplitude thermique annuelle de 15,4 °C. Le cumul annuel moyen de précipitations est de 1 202 mm, avec 13,4 jours de précipitations en janvier et 8,3 jours en juillet. Pour la période 1991-2020, la température moyenne annuelle observée sur la station météorologique la plus proche, située sur la commune de Felletin à 11,02 km à vol d'oiseau, est de 10,4 °C et le cumul annuel moyen de précipitations est de 969,0 mm,. Pour l'avenir, les paramètres climatiques de la commune estimés pour 2050 selon différents scénarios d’émission de gaz à effet de serre sont consultables sur un site dédié publié par Météo-France en novembre 2022.

## Urbanisme

### Typologie
Au 1er janvier 2024, Vallière est catégorisée commune rurale à habitat très dispersé, selon la nouvelle grille communale de densité à 7 niveaux définie par l'Insee en 2022.
Elle est située hors unité urbaine. Par ailleurs la commune fait partie de l'aire d'attraction d'Aubusson, dont elle est une commune de la couronne,. Cette aire, qui regroupe 34 communes, est catégorisée dans les aires de moins de 50 000 habitants,.

### Occupation des sols
L'occupation des sols de la commune, telle qu'elle ressort de la base de données européenne d’occupation biophysique des sols Corine Land Cover (CLC), est marquée par l'importance des forêts et milieux semi-naturels (51 % en 2018), en diminution par rapport à 1990 (53,1 %). La répartition détaillée en 2018 est la suivante : 
forêts (49,9 %), prairies (36,4 %), zones agricoles hétérogènes (11,9 %), milieux à végétation arbustive et/ou herbacée (1,1 %), zones urbanisées (0,7 %). L'évolution de l’occupation des sols de la commune et de ses infrastructures peut être observée sur les différentes représentations cartographiques du territoire : la carte de Cassini (XVIIIe siècle), la carte d'état-major (1820-1866) et les cartes ou photos aériennes de l'IGN pour la période actuelle (1950 à aujourd'hui).

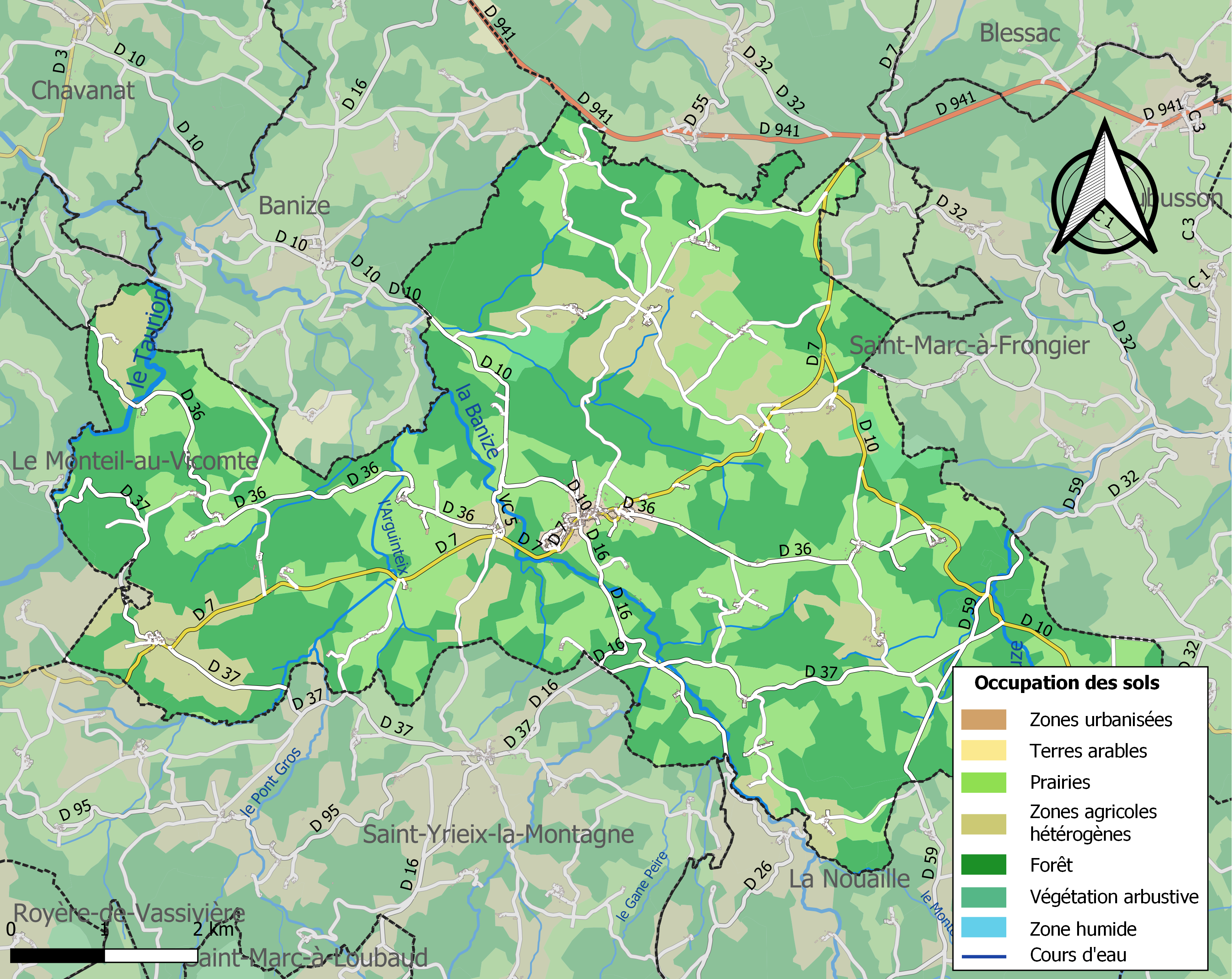
Carte des infrastructures et de l'occupation des sols de la commune en 2018 (CLC).

### Risques majeurs
Le territoire de la commune de Vallière est vulnérable à différents aléas naturels : météorologiques (tempête, orage, neige, grand froid, canicule ou sécheresse) et séisme (sismicité faible). Il est également exposé à un risque technologique, la rupture d'un barrage, et à un risque particulier : le risque de radon. Un site publié par le BRGM permet d'évaluer simplement et rapidement les risques d'un bien localisé soit par son adresse soit par le numéro de sa parcelle.

#### Risques naturels

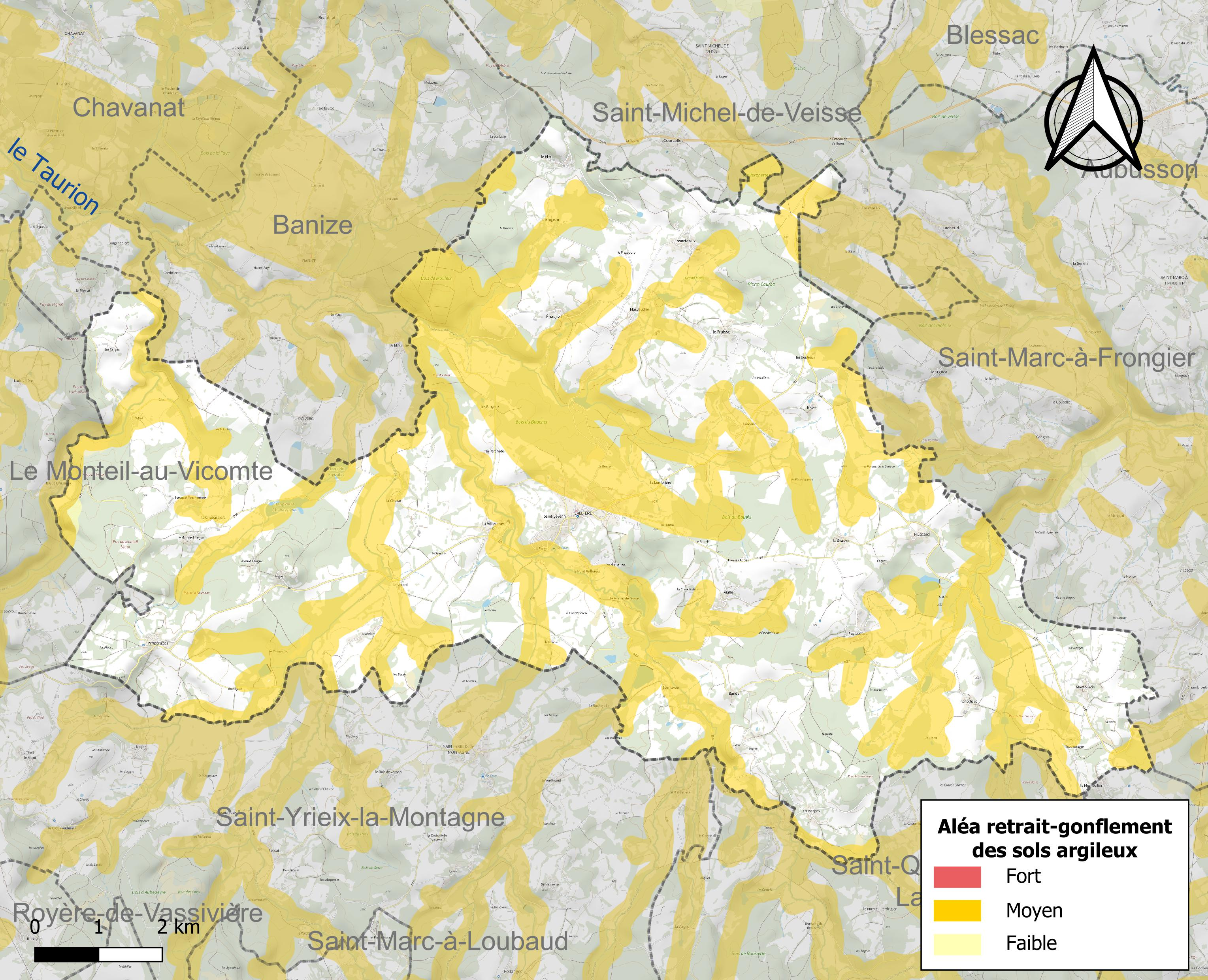
Carte des zones d'aléa retrait-gonflement des sols argileux de Vallière.

Le retrait-gonflement des sols argileux est susceptible d'engendrer des dommages importants aux bâtiments en cas d’alternance de périodes de sécheresse et de pluie. 40,3 % de la superficie communale est en aléa moyen ou fort (33,6 % au niveau départemental et 48,5 % au niveau national). Sur les 616 bâtiments dénombrés sur la commune en 2019, 158 sont en aléa moyen ou fort, soit 26 %, à comparer aux 25 % au niveau départemental et 54 % au niveau national. Une cartographie de l'exposition du territoire national au retrait gonflement des sols argileux est disponible sur le site du BRGM,.
Par ailleurs, afin de mieux appréhender le risque d’affaissement de terrain, l'inventaire national des cavités souterraines permet de localiser celles situées sur la commune.
La commune a été reconnue en état de catastrophe naturelle au titre des dommages causés par les inondations et coulées de boue survenues en 1982 et 1999. Concernant les mouvements de terrains, la commune a été reconnue en état de catastrophe naturelle au titre des dommages causés par des mouvements de terrain en 1999.

#### Risques technologiques
La commune est en outre située en aval du  barrage de Lavaud-Gelade, un ouvrage sur le Taurion de classe A soumis à PPI, disposant d'une retenue de 17,4 millions de mètres cubes. À ce titre elle est susceptible d’être touchée par l’onde de submersion consécutive à la rupture de cet ouvrage.

#### Risque particulier
Dans plusieurs parties du territoire national, le radon, accumulé dans certains logements ou autres locaux, peut constituer une source significative d’exposition de la population aux rayonnements ionisants. Certaines communes du département sont concernées par le risque radon à un niveau plus ou moins élevé. Selon la classification de 2018, la commune de Vallière est classée en zone 3, à savoir zone à potentiel radon significatif.

## Toponymie

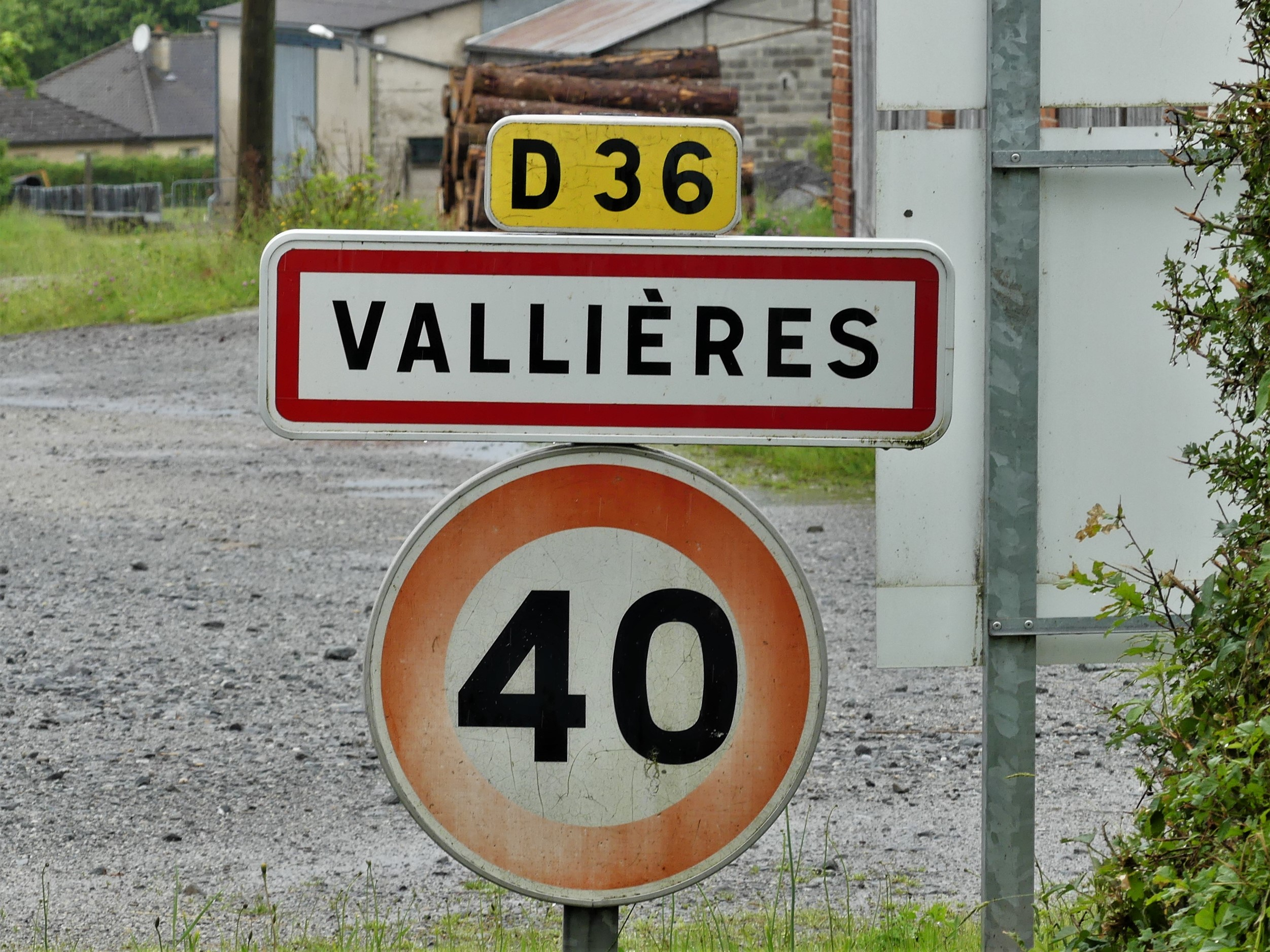
Panneau routier avec l'ancienne orthographe.

Le nom de la commune est modifié par décret en 1996 : Vallières devient Vallière.

## Histoire
À l’époque moderne, Vallières (ancienne orthographe) est situé sur la route de Limoges à Lyon, ce qui assure une certaine prospérité. Au XVIIIe siècle, les tapisseries d’Aubusson détournent le flux commercial ce qui provoque l’abandon de l’itinéraire ancien.
Louise du Pouget de Nadaillac, fille de François IV du Pouge, marquis de Nadaillac et de Françoise de Douhet, baronne de Saint-Pardoux, épouse de Joseph de La Roche-Aymon, seigneur de la Farge, est enterrée dans l'église de Vallière le 21 février 1730.
Dans les premières années de la Révolution, la commune de Vallières absorbe quatre autres communes : Essarteau, Montoursy, Pimpérigeas et La Vau d'Ugier. En 1814, son territoire s'agrandit encore avec la fusion de Saint-Séverin.

## Politique et administration

### Liste des maires

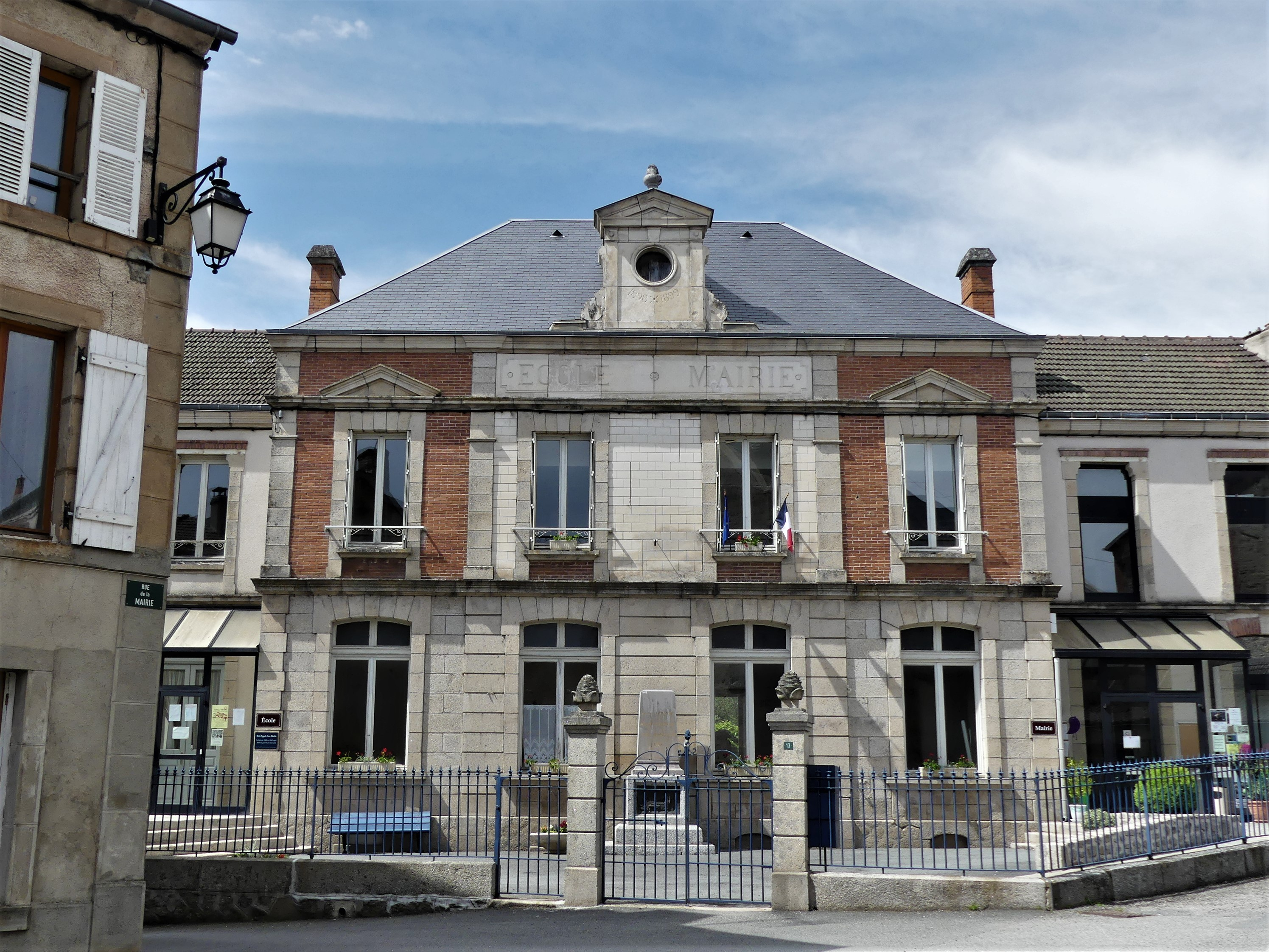
La mairie.

| Période                                  | Période   | Identité        | Étiquette    | Qualité                                                                                          |
| ---------------------------------------- | --------- | --------------- | ------------ | ------------------------------------------------------------------------------------------------ |
| Les données manquantes sont à compléter. |           |                 |              |                                                                                                  |
|                                          |           |                 |              |                                                                                                  |
| avant 1981                               | ?         | Maurice Juillet |              |                                                                                                  |
| mars 2001                                | mars 2008 | Yves Chamfreau  | RPR puis UMP | Professeur agrégé Conseiller général du canton de Felletin (1994-2015)                           |
| mars 2008 (réélue en mai 2020)           | En cours  | Valérie Bertin  | UMP-LR       | Salariée du secteur médical Présidente de la communauté de communes Creuse Grand Sud depuis 2020 |

## Population et société

### Démographie
L'évolution du nombre d'habitants est connue à travers les recensements de la population effectués dans la commune depuis 1793. Pour les communes de moins de 10 000 habitants, une enquête de recensement portant sur toute la population est réalisée tous les cinq ans, les populations de référence des années intermédiaires étant quant à elles estimées par interpolation ou extrapolation. Pour la commune, le premier recensement exhaustif entrant dans le cadre du nouveau dispositif a été réalisé en 2006.

En 2022, la commune comptait 714 habitants, en évolution de −2,06 % par rapport à 2016 (Creuse : −3,32 %, France hors Mayotte : +2,11 %).
| 1793  | 1800  | 1806  | 1821  | 1831  | 1836  | 1841  | 1846  | 1851  |
| ----- | ----- | ----- | ----- | ----- | ----- | ----- | ----- | ----- |
| 1 998 | 1 764 | 2 183 | 2 428 | 2 461 | 2 380 | 2 324 | 2 250 | 2 375 |

| 1856  | 1861  | 1866  | 1872  | 1876  | 1881  | 1886  | 1891  | 1896  |
| ----- | ----- | ----- | ----- | ----- | ----- | ----- | ----- | ----- |
| 2 231 | 2 176 | 2 210 | 2 212 | 2 266 | 2 251 | 2 414 | 2 691 | 2 610 |

| 1901  | 1906  | 1911  | 1921  | 1926  | 1931  | 1936  | 1946  | 1954  |
| ----- | ----- | ----- | ----- | ----- | ----- | ----- | ----- | ----- |
| 2 548 | 2 548 | 2 295 | 1 854 | 1 723 | 1 481 | 1 453 | 1 380 | 1 215 |

| 1962  | 1968 | 1975 | 1982 | 1990 | 1999 | 2006 | 2011 | 2016 |
| ----- | ---- | ---- | ---- | ---- | ---- | ---- | ---- | ---- |
| 1 126 | 994  | 940  | 885  | 814  | 774  | 752  | 772  | 729  |

| 2021 | 2022 | - | - | - | - | - | - | - |
| ---- | ---- | - | - | - | - | - | - | - |
| 714  | 714  | - | - | - | - | - | - | - |

## Culture locale et patrimoine

### Lieux et monuments
- L'église Saint-Martin des XIIIe et XVe siècles est inscrite au titre des monuments historiques depuis 1942[29]. L'église possède une cuve de bénitier d'époque romane inscrite au titre des monuments historiques[30] et un orgue de tribune du XIXe siècle classé en 1981[31],[32]. Sur les clefs de voûte figurent les armes de la famille des d'Aubusson : une rose stylisée, symbole de la Vierge et un agneau représentant le Christ immolé. À l'extérieur, de chaque côté du portail, sont exposés un lion sculpté en granit — classé en 1964 au titre des monuments historiques[33] — et un sarcophage. Le lion en granit se situait autrefois à l'entrée du cimetière.
- Le château de Ganne.
- Le château du Plat, ancien centre de vacances.
- Le château de Sourliavou.
- Le château de la Villeneuve.
- La fontaine de Pierre d'Aubusson, érigée devant l'église en 1868.
- Le pont des poupées est un ancien petit pont se situant au nord de Vallière près du bois Boucher. Un parcours aménagé par la commune permet d'y accéder et d'y pique-niquer.
- La Farge, ancienne baronnie dont le château était déjà entièrement ruiné à la fin du XVIIe siècle[34].

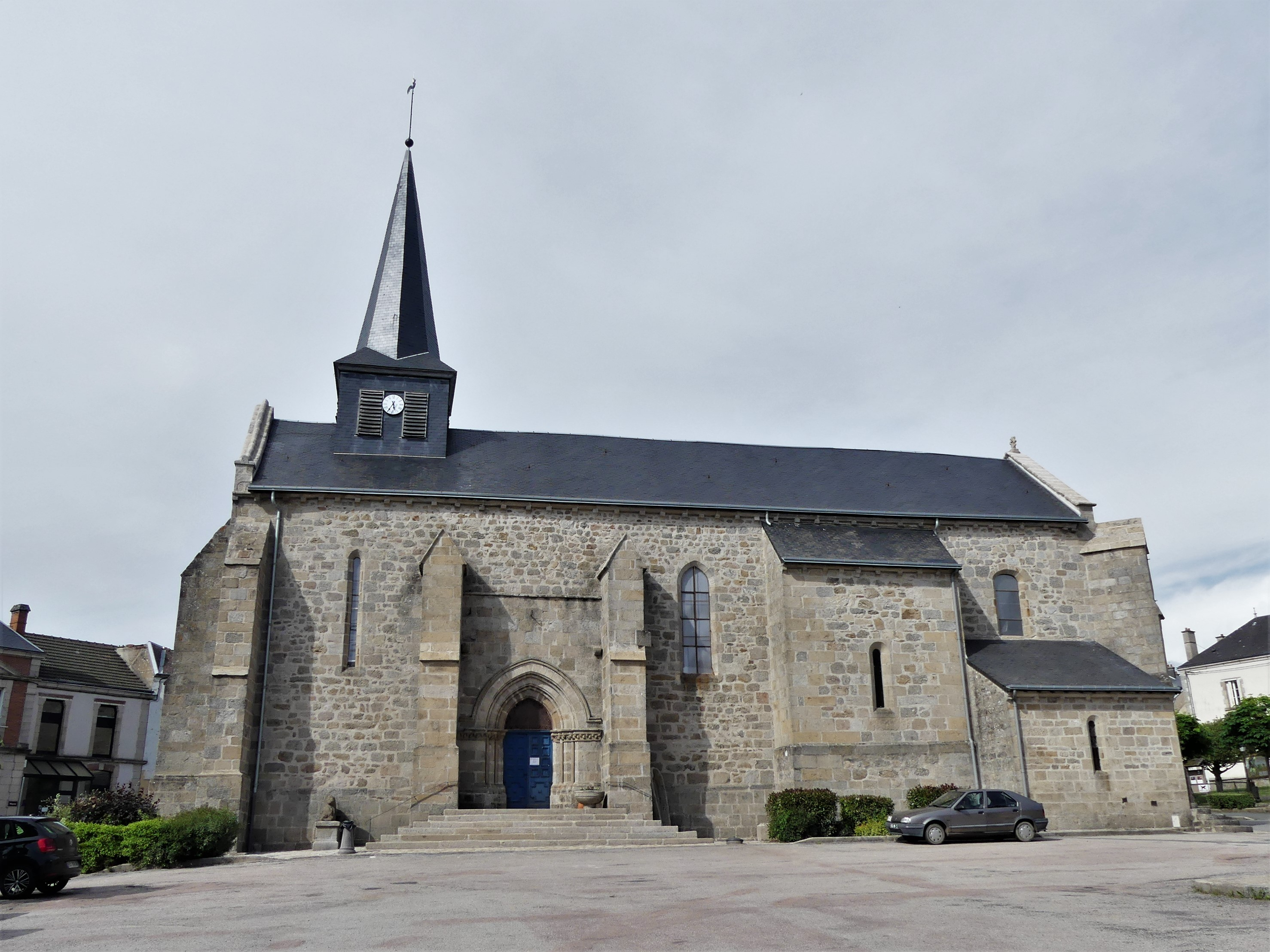
L'église Saint-Martin.
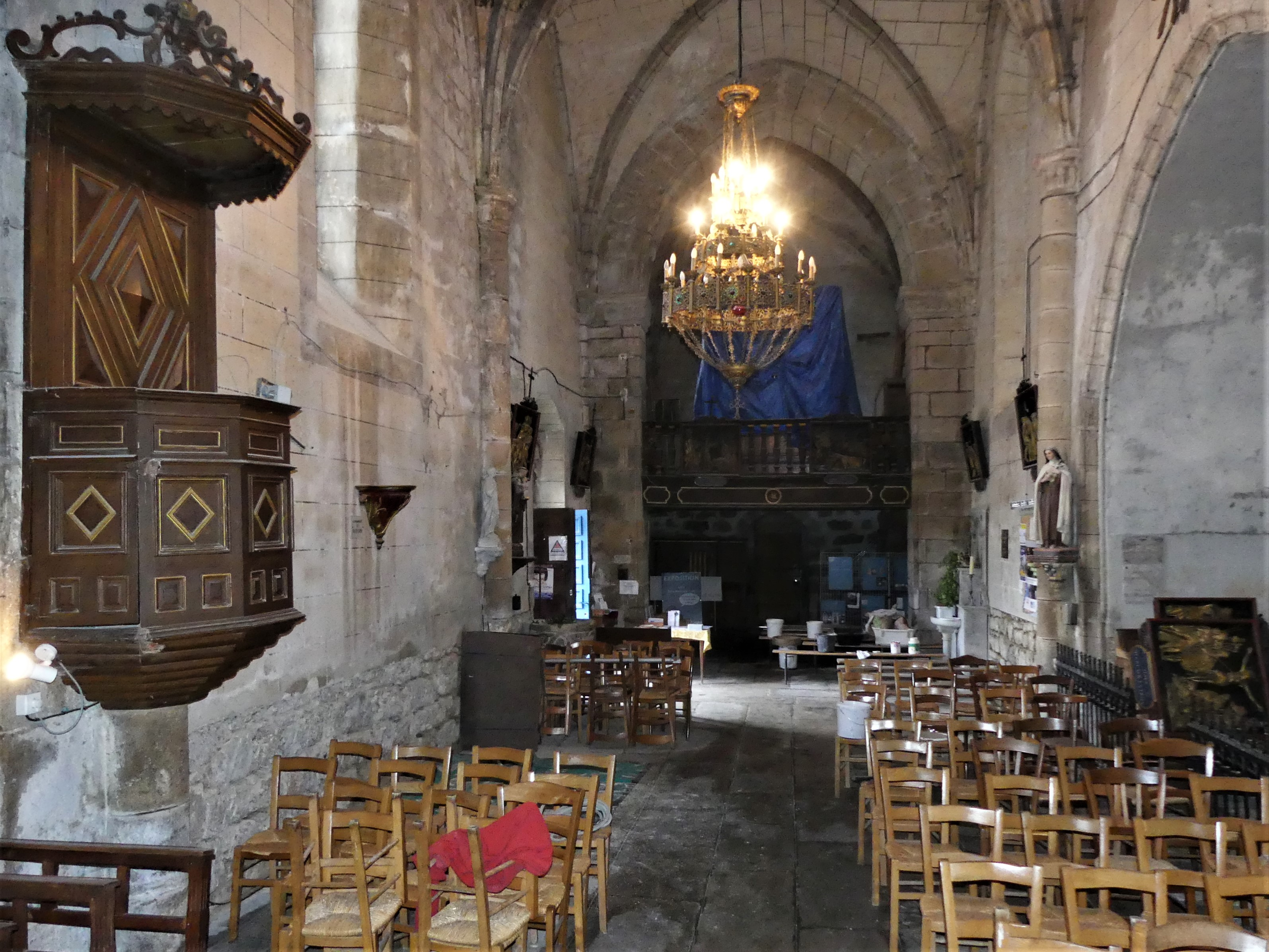
Sa nef.
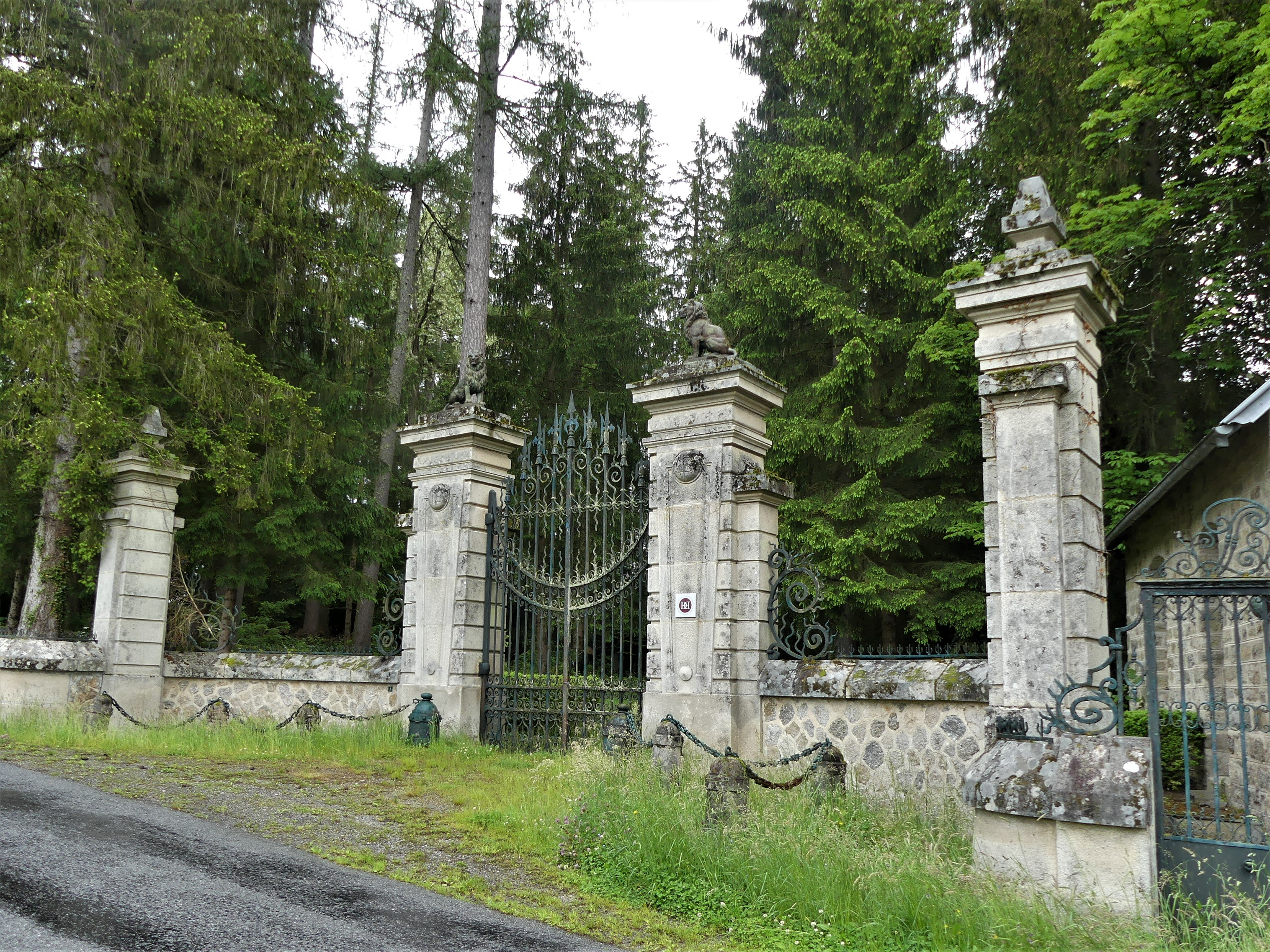
Le portail d'entrée du château de la Villeneuve.
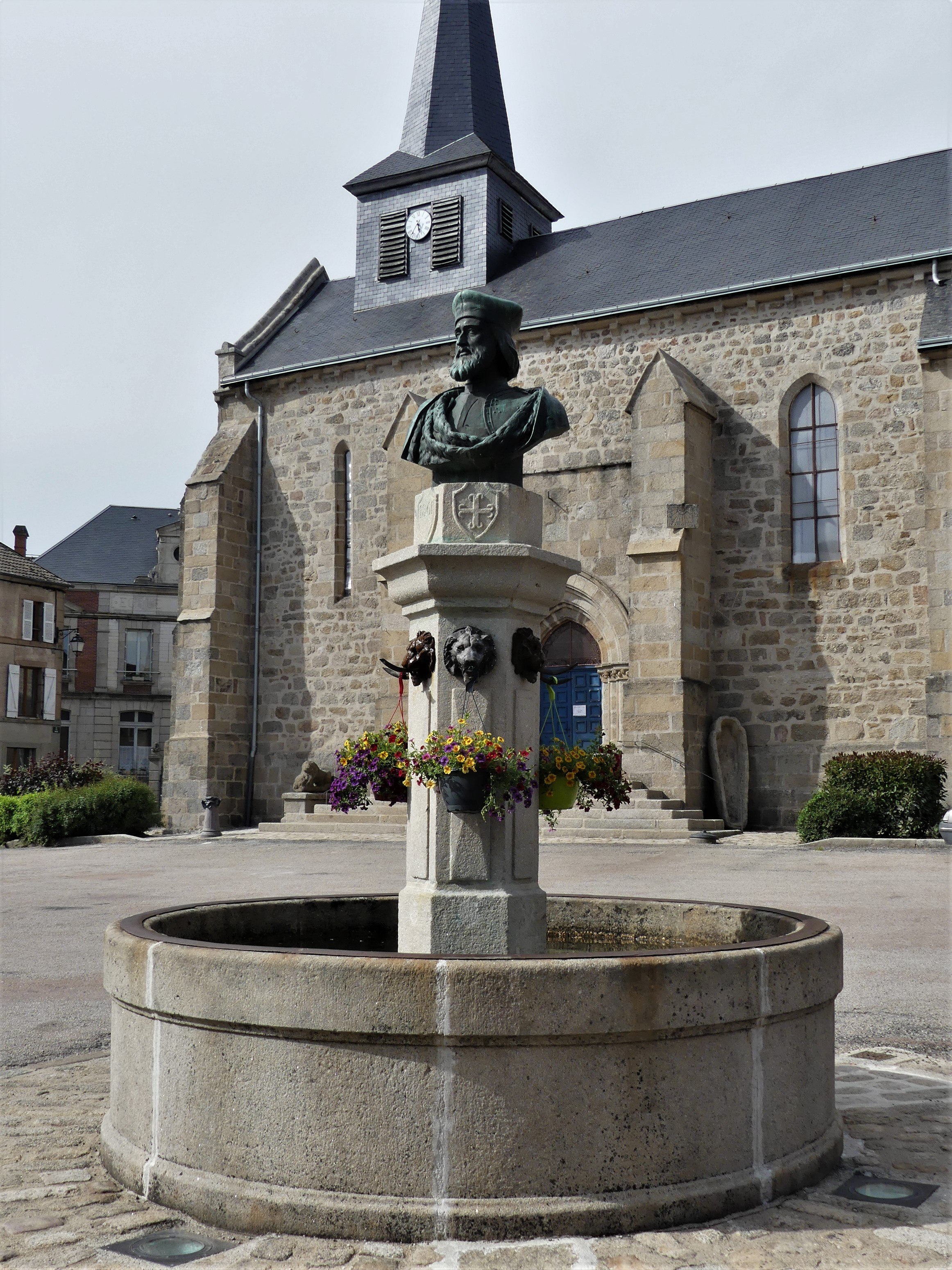
La fontaine de Pierre d'Aubusson.
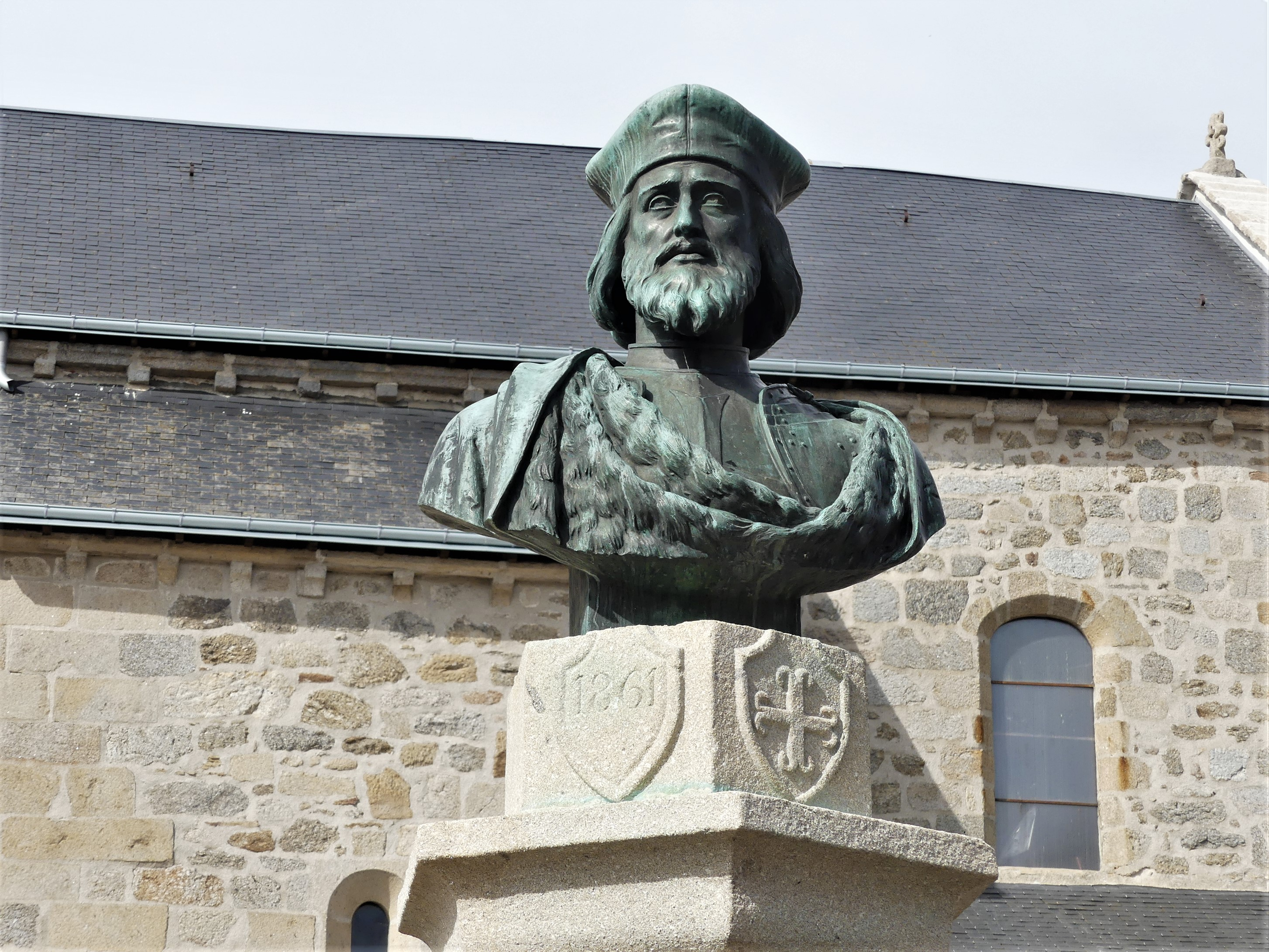
Le buste de Pierre d'Aubusson.
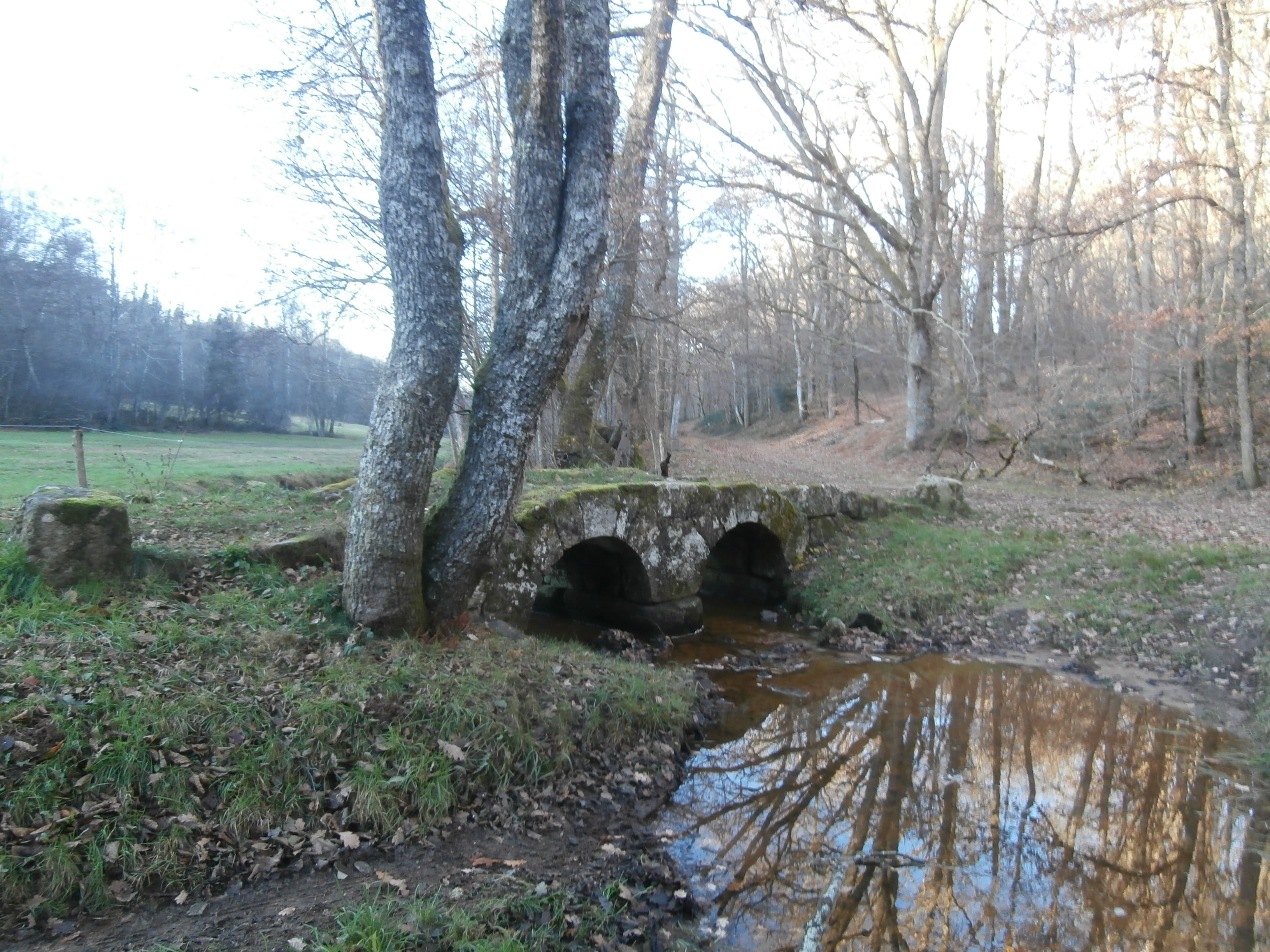
Le pont des poupées.

### Personnalités liées à la commune
- Antonin Desfarges (1851-1941) est mort à Vallières. Il commence sa carrière professionnelle comme maçon de la Creuse, puis petit entrepreneur. Il milite dans les organisations ouvrières entre 1867 et 1871. En 1871, il est arrêté pour sa participation à la Commune de Paris. Il réussit à s'évader. En 1882, il est conseiller des Prud'hommes de Paris, il y représente la corporation des maçons, enfin il sera le président du Conseil du bâtiment. En 1889, il se désiste aux élections législatives en faveur de Martin Nadaud. Puis il sera député de la Creuse pendant 17 ans de 1893 à 1910[35].
- Pierre Juillet (1921-1999), conseiller du président de la République Georges Pompidou, est né et décédé à Puy-Judeau, lieu-dit de la commune de Vallière.
- Nathalie Baye y posséda une maison qu'elle a souvent habitée avec Johnny Hallyday entre 1982 et 1986[réf. nécessaire].

## Photothèque

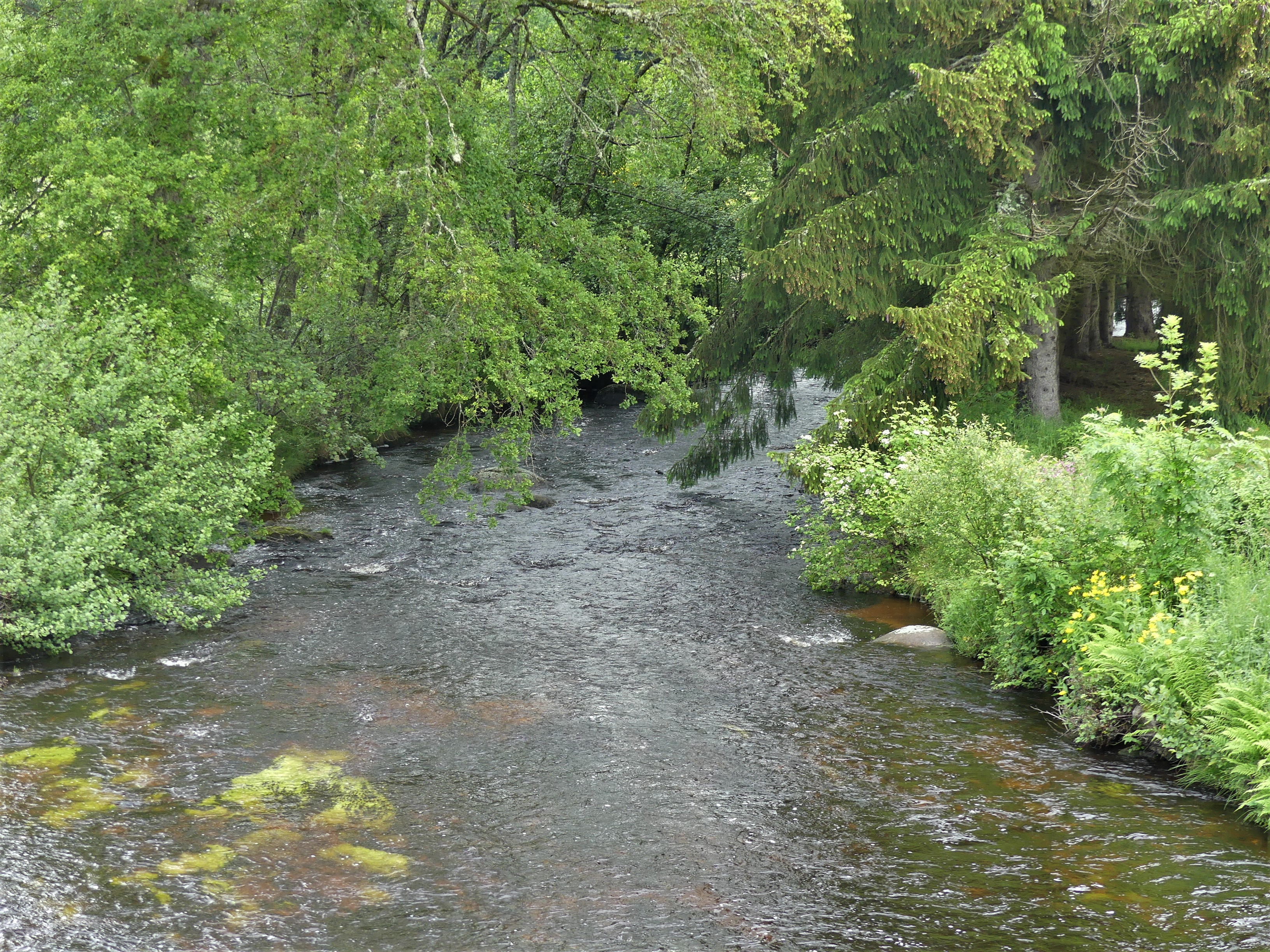
Le Thaurion au lieu-dit Vaud.
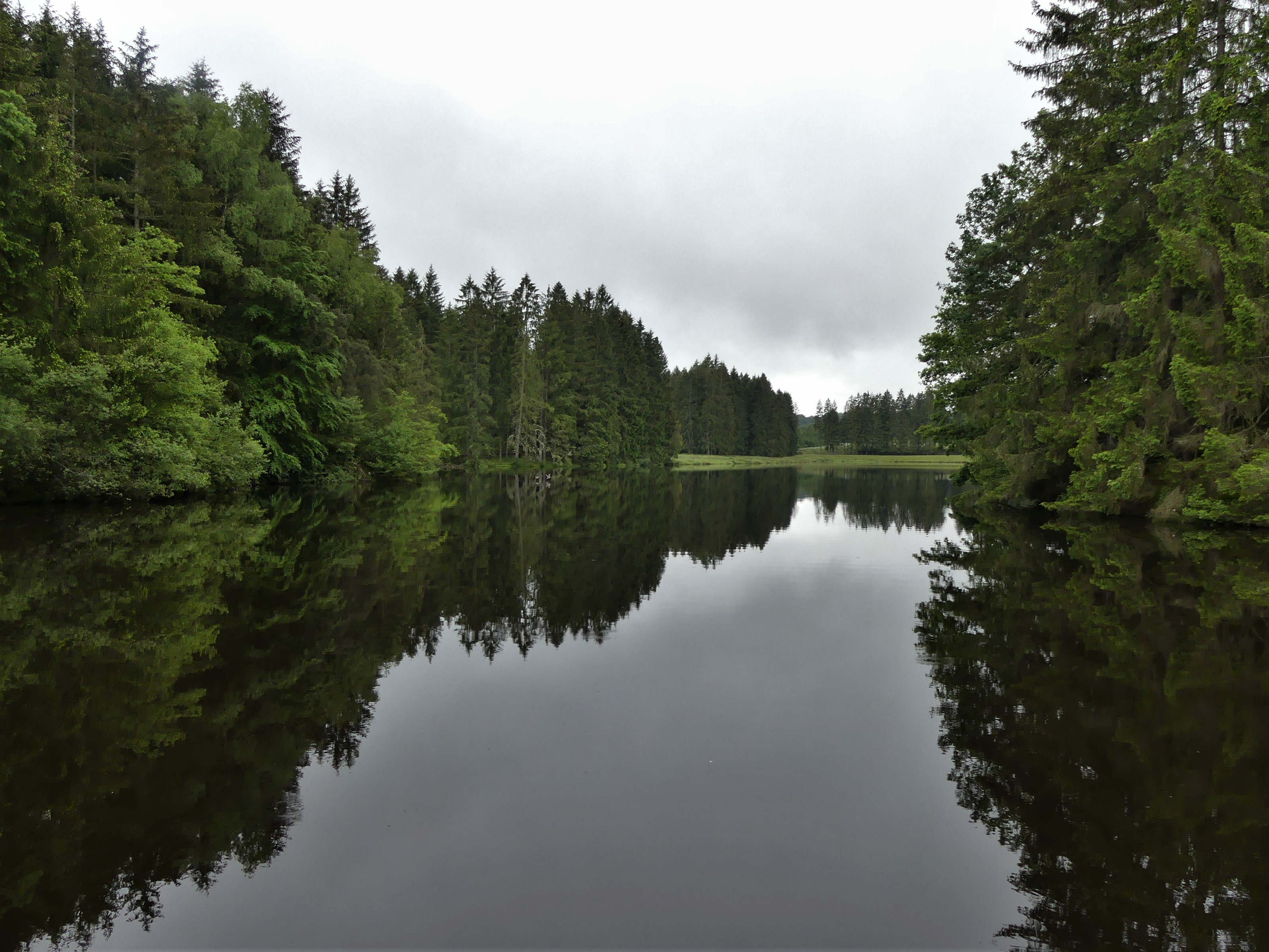
L'étang de la Chabassière.
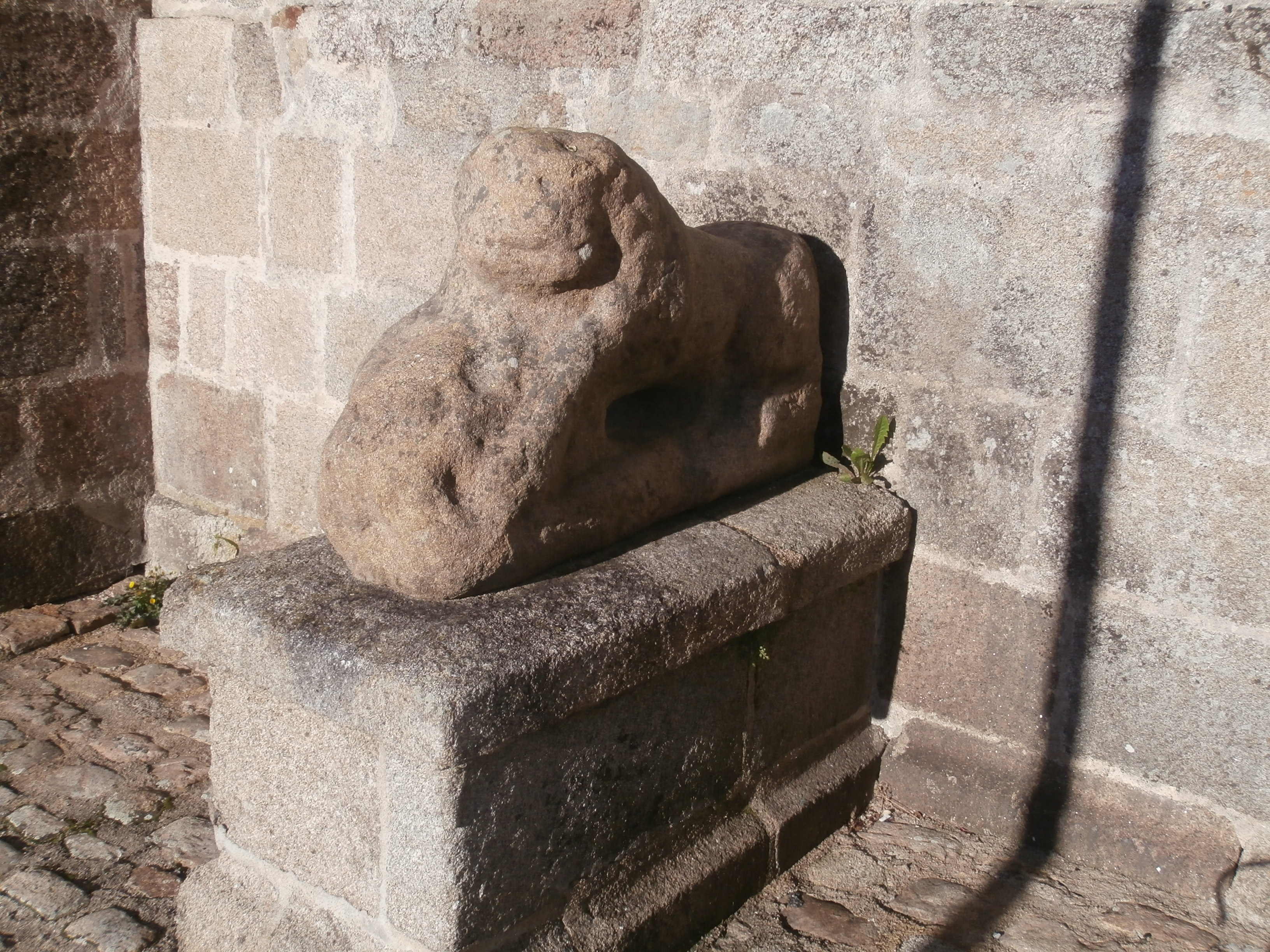
Lion de granit devant l'église.
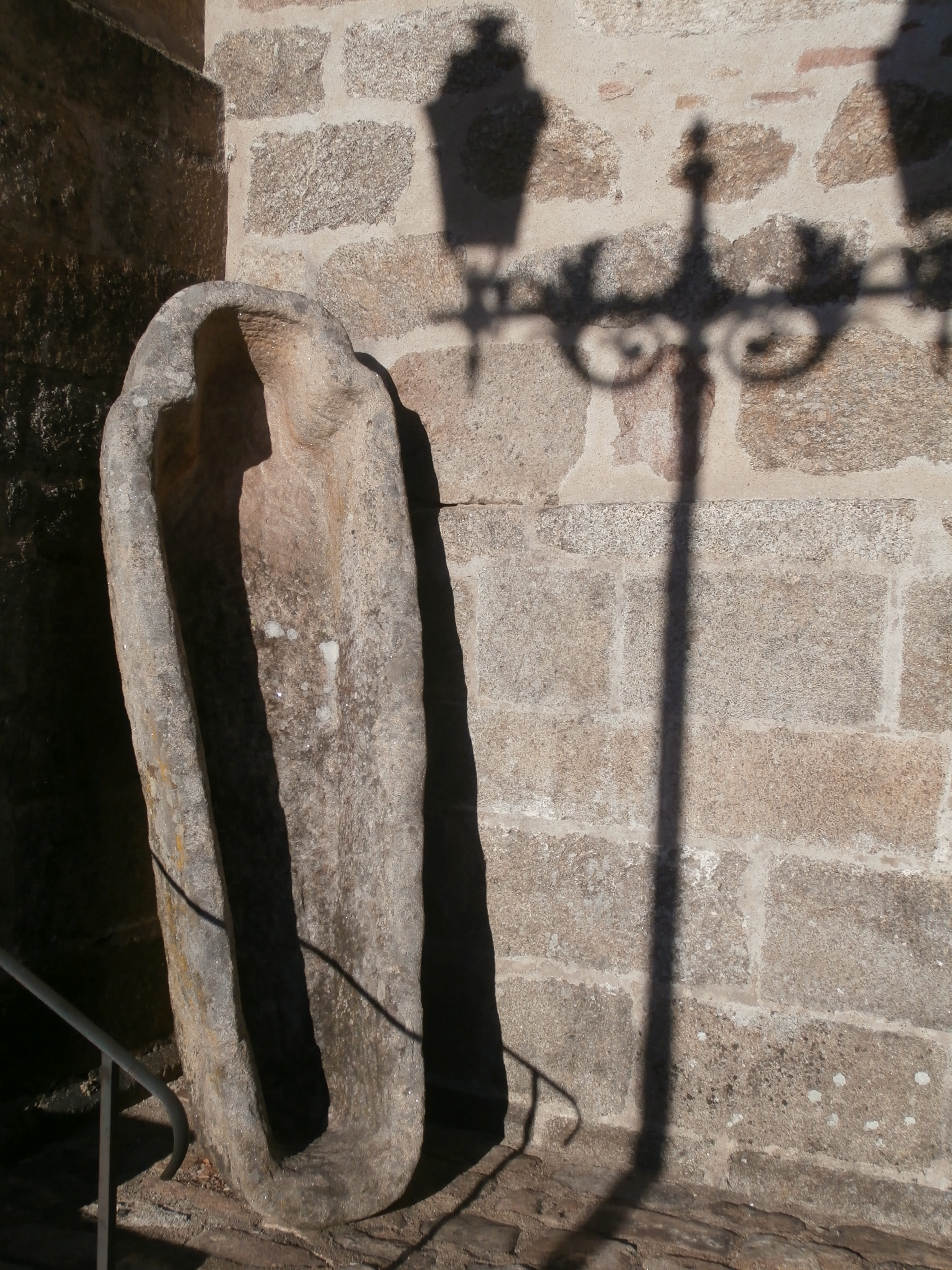
Sarcophage devant l'église.
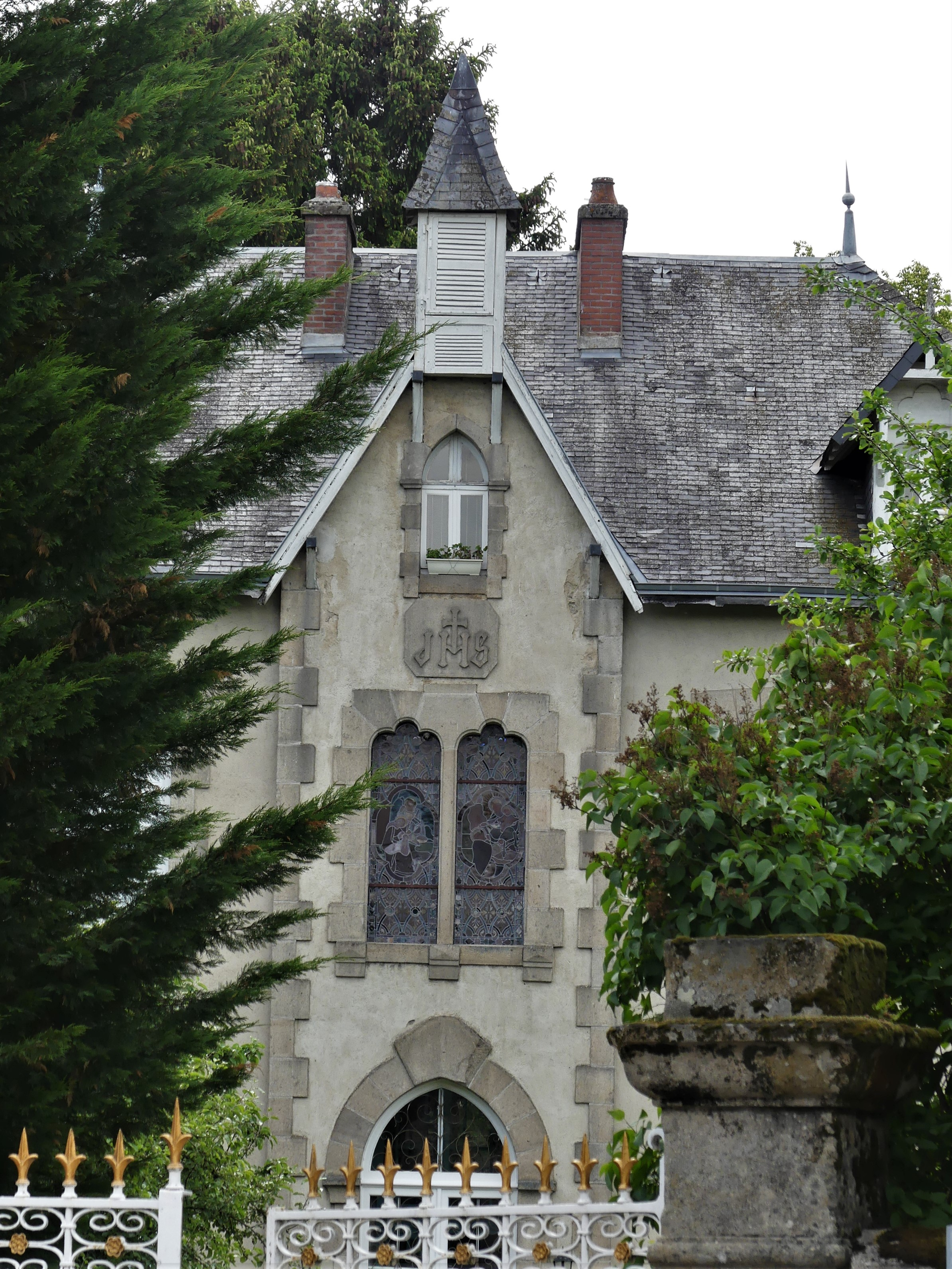
L'ancien couvent de Vallière.
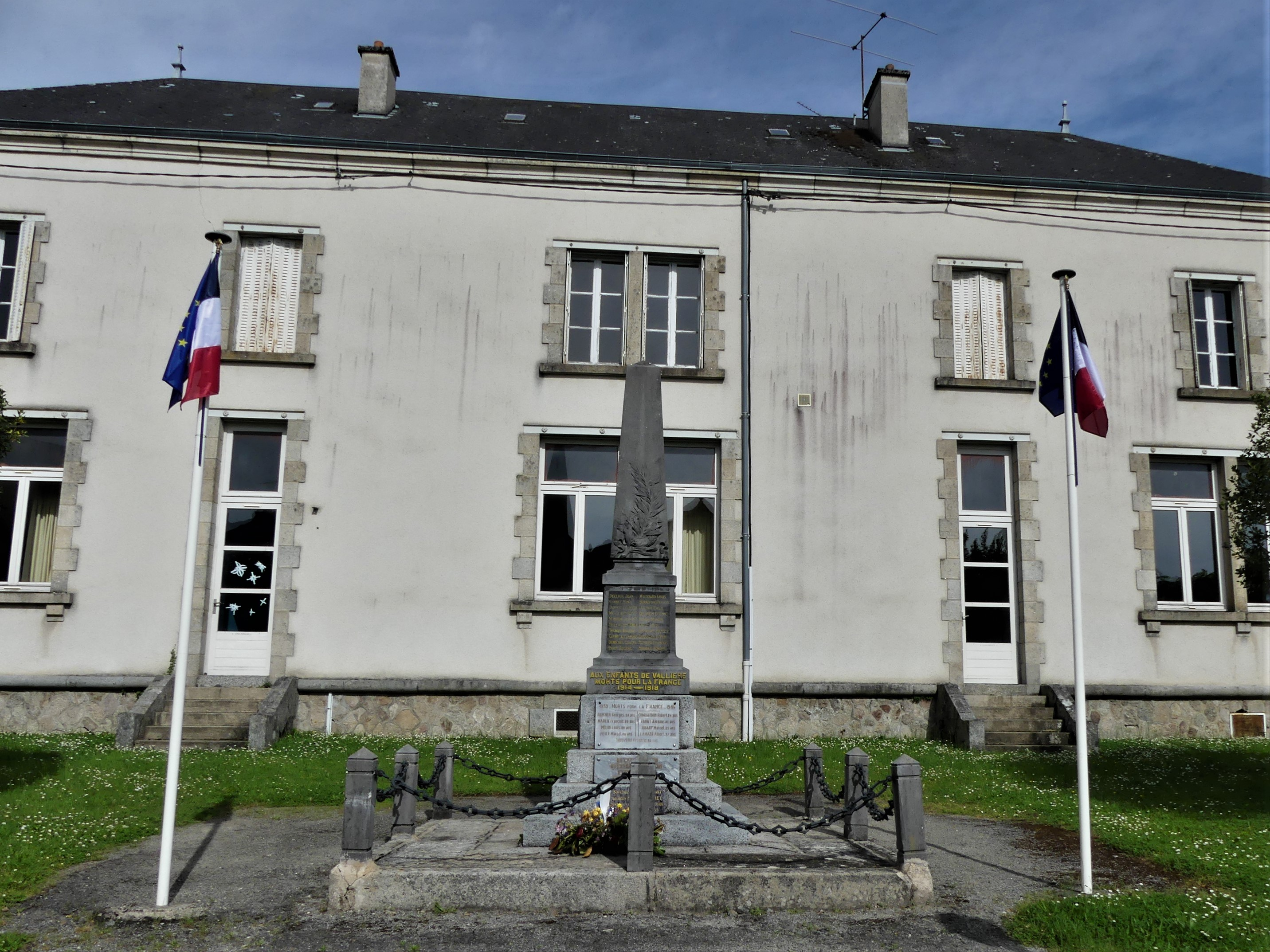
Le monument aux morts.